# Nataldillo burnupi
Nataldillo burnupi är en kräftdjursart som först beskrevs av Walter E. Collinge1917.  Nataldillo burnupi ingår i släktet Nataldillo och familjen Armadillidae. Inga underarter finns listade i Catalogue of Life.